# Serinus donaldsoni
Serinus donaldsoni là một loài chim passerine trong họ Fringillidae. Nó được tìm thấy ở Ethiopia, Kenya, và Somalia. Tên của nó được đặt tên theo Arthur Donaldson-Smith.

## Hình ảnh

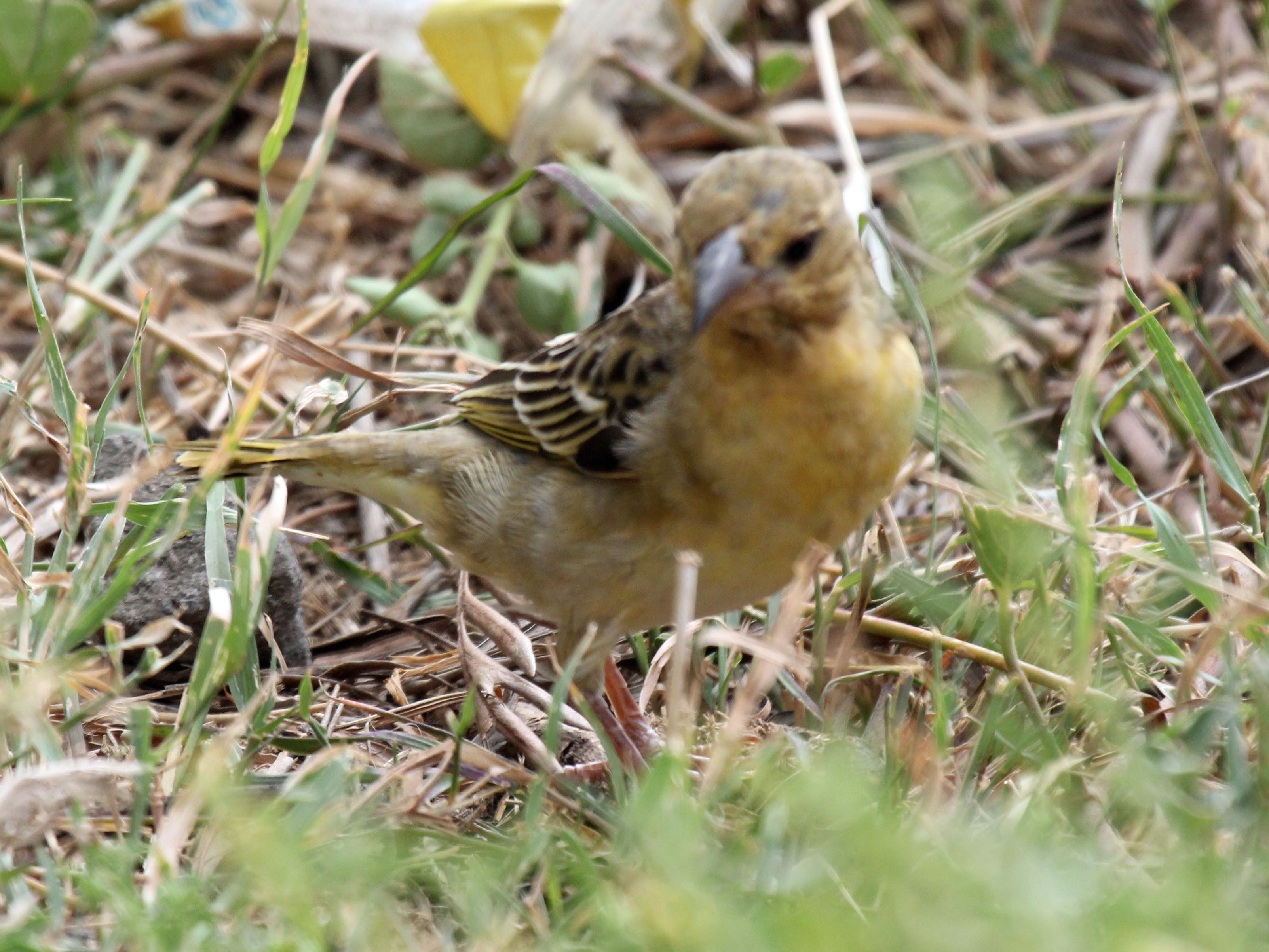
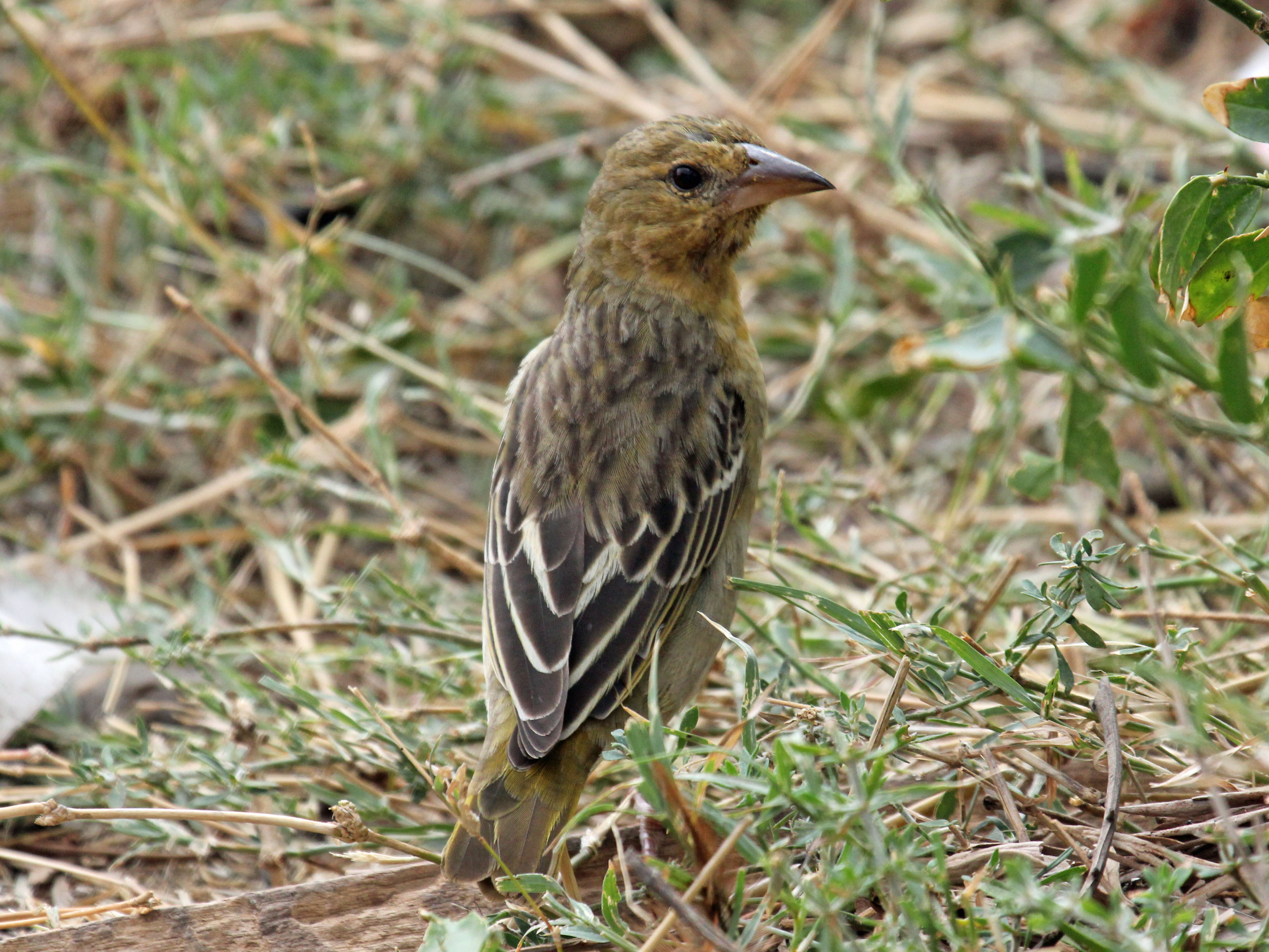